# Валенсийски залив
Валенсийският залив (на испански: Golfo de Valencia) е залив на Средиземно море, край източния бряг на Испания. Вдава се в сушата на 50 km, ширина на входа (между носовете Оронеса на север и Сан Антонио на юг) 160 km, дълбочина до 500 m. Дължина на бреговата линия около 200 km, като бреговете са предимно ниски, пясъчни, на места силно заблатени, в резултат на неотдавнашно геоложко потъване. Средна годишна температура на водата 18°С. Соленост 37,0‰. Приливите са смесени с височина до 0,1 m. От запад в него се вливат реките Турия и Хукар. Главни пристанища Валенсия и Кастельон де ла Плана.